# ハッピー・エンディング
『ハッピー・エンディング』（英: Happy Endings）は、2005年に製作されたアメリカ合衆国の映画。ドン・ルース監督。日本では劇場未公開。

## キャスト
※括弧内は日本語吹替
- メイミー - リサ・クドロー（佐々木優子）
- チャーリー - スティーヴ・クーガン（横堀悦夫）
- ニッキー - ジェシー・ブラッドフォード（落合弘治）
- ハビエル - ボビー・カナヴェイル（乃村健次）
- フランク - トム・アーノルド（野島昭生）
- ジュード - マギー・ジレンホール（本田貴子）
- パム - ローラ・ダーン（岡寛恵）
- ダイアン - サラ・クラーク
- オーティス - ジェイソン・リッター
- ギル - デヴィッド・サトクリフ

## 受賞
- 第21回インディペンデント・スピリット賞 - 助演女優賞（マギー・ジレンホール）